# Léna Grandveau
'
Léna Grandveau, född 21 januari 2003 i Beaune, är en fransk handbollsspelare. Hon spelar som mittnia för Metz HB och Frankrikes damlandslag i handboll.Hon blev världsmästare 2023 och vann silver vid OS i Paris 2024.

## Karriär

### Klubblag
Léna Grandveau började sin elitkarriär i handboll för Bourg-de-Péage Drôme HB 2020. 2022 flyttade hon till Nantes Atlantique Handball. Efter att klubben gått i konkurs sommaren 2024, skrev hon kontrakt med Metz HB.

### Landslag
Med det franska ungdomslandslaget vann hon guldmedalj vid European Youth Olympic Festival 2019.  Samma år vann hon en bronsmedalj vid U17-EM med ungdomslaget. Hon utvaldes även i All-Star-lteam som bästa mittnia. Med Frankrike vann hon också en bronsmedalj vid U19-EM 2021. Även vid denna turnering blev hon inröstad i All Star-laget. Hon var också med i truppen till U20-VM 2022.
Med seniorlandslaget vann hon världsmästerskapet i handboll för damer 2023 och ett år senare silvermedaljen vid OS 2024.

## Individuella utmärkelser
- Mittnia i All-Star Team vid U-EM  2019
- 2023 års bästa yngre spelare enligt IHF [9]